# Criticisme

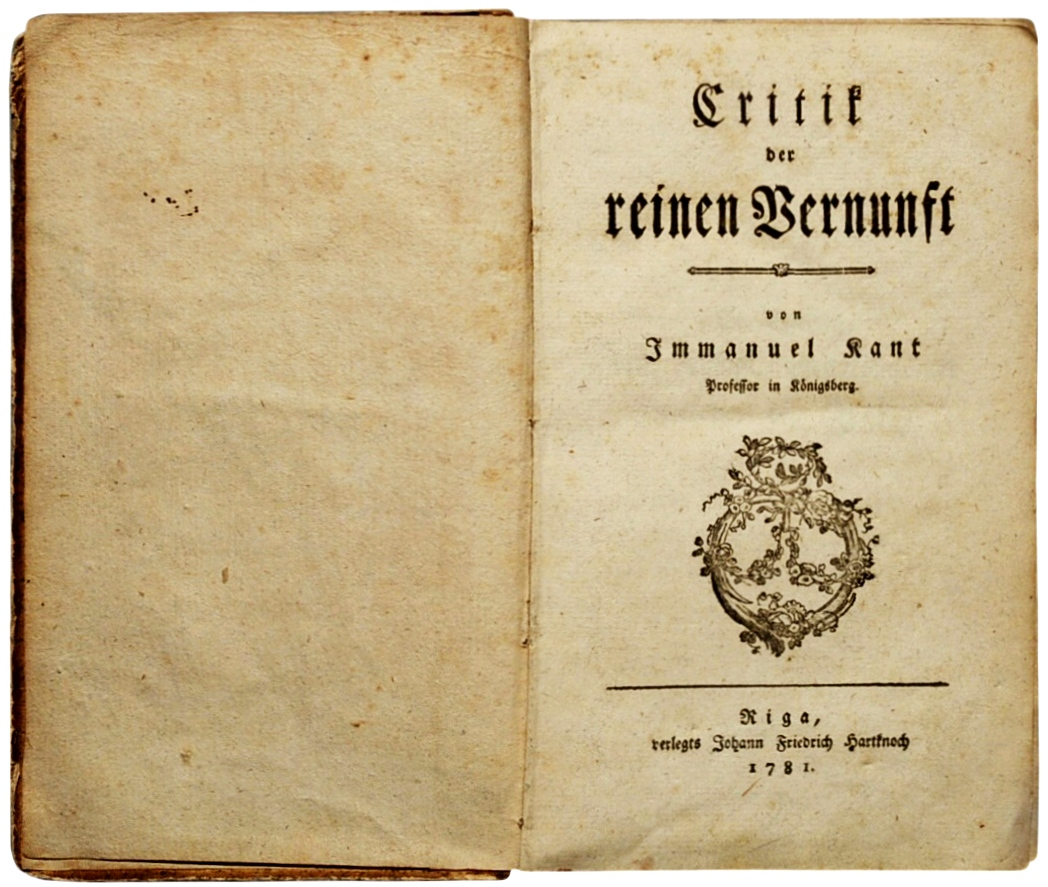
Première de couverture de la Kritik der reinen Vernunft, 1781

Le criticisme, ou « philosophie critique », promeut l'idée que toute véritable recherche philosophique « consiste à commencer par analyser les fondements, l'étendue légitime et les limites de notre connaissance ». La critique ne s'exerce pas tellement sur les productions de la raison mais sur la raison elle-même. « Quoique la philosophie critique soit intimement liée au nom de Kant, il ne faut pas pour autant confondre criticisme et kantisme ».
La philosophie critique s'oppose directement au dogmatisme et au scepticisme. En effet, le criticisme peut être considéré comme un bouleversement non seulement des manières de penser pour ce qui concerne la spéculation métaphysique mais aussi dans la manière de se comporter eu égard à la morale et à la politique. Les successeurs de Kant lui reprochent d'ailleurs une certaine timidité, « pourquoi ne pas se poser la même question à propos de la musique ou de la poésie, de la chimie ou de l'histoire ? », rapporte l'historien Émile Bréhier.
Le criticisme postule que si l'être humain ne peut connaître la vérité des choses en soi (noumène), il peut connaître la vérité de ce qu'elles sont pour soi (ce qu'elles représentent pour lui - phénomènes).
Toute connaissance serait formée de la combinaison d'observations issues des sens (et donc incertaines) et de catégories de pensée universelles (identiques pour tout être pensant) a priori (préexistant à toute expérience), tel que le principe de causalité par exemple. De cette universalité des catégories de pensée découlerait le fondement « certain » des connaissances (des phénomènes) a posteriori.
Principal représentant français du criticisme : Léon Brunschvicg.